# Duranguense
Duranguense es un género de música regional mexicana. Su popularidad alcanzó su punto máximo a mediados y finales de la década de los 2000, especialmente entre la comunidad mexicana, y la mexicanoestadounidense en los Estados Unidos. Creado al mezclar la technobanda y el tamborazo, los instrumentos que se utilizan para tocarlo, centrados en el tamborazo, incluyen al saxofón, el trombón y la tambora, mientras que los centrados en la technobanda son la batería, las voces, y el teclado electrónico (más concretamente el Korg X3, y el Korg N364, que se utiliza para la melodía principal, y el Yamaha DX7, que es utilizado por muchas bandas para la sección de bajos). El género también popularizó el estilo bailable Paisanito Duranguense.
Las canciones líricas e instrumentales interpretadas en Duranguense incluyen rancheras, corridos, cumbias, pops, charangas, baladas, boleros, sones, chilenas, polkas y valses.
El término duranguense es en referencia a las personas originarias del estado mexicano de Durango, pero su nacimiento como tal tuvo lugar en los años noventa en Chicago, Estados Unidos, gracias a la comunidad mexicanoestadounidense. Alfredo Ramírez, exvocalista de un grupo llamado «Grupo Montez de Durango», aseguro en 2008 que su agrupación había sido pionera y creadora del baile de este género musical, relatando la siguiente historia: 

«La música duranguense es un ritmo que incita a bailar hasta a la gente mayor. El baile fue surgiendo por el año 1996. A un amigo de nosotros de Guanasevi, Durango, se le ocurrió bailar de esa manera en Chicago. Resultó que la música de nosotros va al ritmo de ese baile. El público lo vio y empezó a imitarlo, en el salón El Álamo de Aurora.»

El término duranguense es en referencia a las personas originarias del estado mexicano de Durango, pero su nacimiento como tal tuvo lugar en los años noventa en Chicago, Estados Unidos, gracias a la comunidad mexicanoestadounidense. Alfredo Ramírez, exvocalista de un grupo llamado «Grupo Montez de Durango», aseguro en 2008 que su agrupación había sido pionera y creadora del baile de este género musical, relatando la siguiente historia: 

«La música duranguense es un ritmo que incita a bailar hasta a la gente mayor. El baile fue surgiendo por el año 1996. A un amigo de nosotros de Guanasevi, Durango, se le ocurrió bailar de esa manera en Chicago. Resultó que la música de nosotros va al ritmo de ese baile. El público lo vio y empezó a imitarlo, en el salón El Álamo de Aurora.»